# Central Arnhem Road
Die Central Arnhem Road ist eine Fernstraße im Norden des australischen Northern Territory. Sie verbindet den  Stuart Highway zwischen Mataranka und Katherine mit der auf der Gove-Halbinsel gelegenen Bergarbeiter-Siedlung Nhulunbuy im äußersten Nordosten des Arnhemlandes. Bis Mainoru Store heißt die Straße auch Mainoru Road und darf ohne Weiteres befahren werden. Für die letzten 460 km benötigt man eine Genehmigung der örtlichen Behörden.

## Verlauf
Die zunächst befestigte Straße zweigt auf halbem Wege zwischen Mataranka und Katherine vom Stuart Highway (N1) ab und verläuft nach Ost-Nordosten. Sie überquert den Waterhouse River und den Quibobikwi River und erreicht Mainoru Store am Mainoru River.
Nach Überquerung des Mainoru River setzt die Straße ihren Weg nach Nordosten durch das Arnhemland über die Siedlung Bulman Weemol fort. Sie quert den Wilton River und mehrfach den Goyder River. Dann wendet sich die Central Arnhem Road nach Osten und quert den Buckingham River. Kurz vor der Querung des Cato River biegt sie erneut nach Nordosten ab, quert den Giddy River und den Lantram River und erreicht schließlich die Melville Bay Road und die Siedlung Nhulunbuy an der Spitze der Gove-Halbinsel.
Der höchste Punkt im Verlauf der Straße liegt auf 281 m, der niedrigste auf 12 m.